# Lavanonia
Lavanonia is een geslacht van rechtvleugeligen uit de familie Euschmidtiidae. De wetenschappelijke naam van dit geslacht is voor het eerst geldig gepubliceerd in 1964 door Descamps.

## Soorten
Het geslacht Lavanonia omvat de volgende soorten:
- Lavanonia balachowskyi Descamps & Wintrebert, 1965
- Lavanonia balmati Descamps & Wintrebert, 1965
- Lavanonia itampolae Descamps, 1971
- Lavanonia tenuipes Descamps, 1971
- Lavanonia thalassina Descamps, 1964